# Celama subpallida
Celama subpallida är en fjärilsart som beskrevs av Turner 1944. Celama subpallida ingår i släktet Celama och familjen trågspinnare. Inga underarter finns listade i Catalogue of Life.